# Maison du patrimoine bornandin
La Maison du patrimoine bornandin, parfois abrégée en « la Maison du patrimoine », est un musée localisé dans une ancienne ferme traditionnelle datant de la première moitié du XIXe siècle située au Grand Bornand,  dans le département français de Haute-Savoie. La maison est depuis 2007, inscrite au titre des monuments historiques.

## Localisation
Elle est située sur l'envers de Villeneuve sur la commune du Grand-Bornand, une commune de Haute-Savoie localisée entre le massif des Bornes et la chaine des Aravis. 

## Description
La Maison du patrimoine bornandin est installée dans une maison traditionnelle du Grand-Bornand, datant de 1830. Dans le bâtiment restauré, on découvre la vie quotidienne d’autrefois et l’architecture et les meubles en bois typiques de la région.
L’architecture est caractéristique à la vallée : ossature en madriers et poutre maîtresse sur laquelle repose un toit à deux pans, recouvert d'ancelles (tuiles en bois). Le terrain en pente détermine l’orientation de la maison. 
Le soubassement occupe la moitié de la surface de la maison. Il est constitué de caves et d'étables. Au-dessus, l’habitation est prolongée par deux écuries. Au dernier étage, se trouve la grange qui occupe toute la surface de la maison.  
A côté de la maison, une petite construction appelée le grenier permet de conserver les récoltes et les objets précieux.

## Historique
Cette maison abritait une famille de paysans et ses animaux. D’après la mappe sarde, en 1728, une maison existait à cet emplacement et nous connaissons les noms des propriétaires qui se sont succédé. La maison fut reconstruite en 1830, cependant, des éléments beaucoup plus anciens ont été réutilisés comme en témoigne une poutre portant la date de 1597.
Témoignage de la vie paysanne et de l'économie agro-silvo-pastorale de cette région de montagne, la maison était habitée de l’automne au printemps et occasionnellement l’été, pendant les foins. Ses habitants et les troupeaux montaient en alpage l'été. 
La maison est protégée au titre des monuments historiques : inscription par arrêté le 19 septembre 2007. C'est avec la croix du clos du Pin, un des deux monuments historiques de la commune.